# Copa de Guadalupe
La Copa de Guadalupe es el segundo torneo de fútbol a nivel de clubes de Guadalupe.
Fue creada en el año 1939 y se juega bajo un sistema de eliminación directa; el campeón califica para jugar las fases preliminares de la Copa de Francia.

## Lista de Campeones
| Temporada | Campeón                               | Resultado      | Subcampeón                |
| --------- | ------------------------------------- | -------------- | ------------------------- |
| 1941/42   | Racing Club                           | 4-2            | AS Redoutable             |
| 1943      | Inconclusa                            |                |                           |
| 1944/45   | No se jugó                            |                |                           |
| 1946      | La Gauloise                           | 1-0            | CS Moulien                |
| 1947      | Cygne Noir                            | 3-2            | Red Star                  |
| 1948      | CS Moulien                            | 2-0            | Cygne Noir                |
| 1949      | No se jugó                            |                |                           |
| 1949/50   | Red Star                              | 2-1            | CS Moulien                |
| 1951      | Racing Club                           | 3-2            | La Gauloise               |
| 1952      | Racing Club                           | 2-1            | La Gauloise               |
| 1953      | No se jugó                            |                |                           |
| 1954      | CS Moulien                            | 3-2            | Juventus SA               |
| 1955      | Juventus SA                           | 3-2            | Cygne Noir                |
| 1956      | Red Star                              | 2-1            | CS Moulien                |
| 1957      | CS Capesterre                         | 2-1            | CS Moulien                |
| 1958      | Juventus SA                           | 2-1            | Red Star                  |
| 1959      | Racing Club                           | 2-1            | Red Star                  |
| 1959/60   | Red Star                              | 3-2            | Juventus SA               |
| 1961      | Redoutable                            | 3-2            | Juventa                   |
| 1962      | CS Capesterre                         | 3-2            | Juventus SA               |
| 1963      | Solidarité Scolaire                   | 4-2            | CS Moulien                |
| 1964      | Juventa                               | 2-1            | CS Capesterre             |
| 1965/67   | No se jugó                            |                |                           |
| 1968      | Juventa                               | 1-0            | Cygne Noir                |
| 1969      | Juventa                               | Abandonada1    | La Gauloise               |
| 1969/70   | Sport Port-Louis                      | 3-0            | L'Etoile de Morne-à-l'Eau |
| 1970/71   | Juventus SA                           | 2-1            | Red Star                  |
| 1972      | CS Moulien                            | 2-1            | Equinoxe                  |
| 1973      | Solidarité Scolaire Acreditado sobre2 |                | La Gauloise               |
| 1974      | CS Moulien                            | 2-1            | Racing Club               |
| 1975      | Juventus SA                           | 3-0            | La Gauloise               |
| 1976      | Juventus SA                           | 3-2            | L'Etoile de Morne-à-l'Eau |
| 1977      | L'Etoile de Morne-à-l'Eau             | 3-1            | Racing Club               |
| 1978      | Juventus SA                           | 3-1            | L'Etoile de Morne-à-l'Eau |
| 1979      | L'Etoile de Morne-à-l'Eau             | 5-1            | Stade Lamentinois         |
| 1979/80   | JSC Mgte                              | 1-0            | CS Moulien                |
| 1981      | Jeunesse (T.R.)                       | 5-2            | CS Capesterre             |
| 1982      | CS Capesterre                         | 5-0            | Siroco                    |
| 1983      | Cygne Noir                            | 1-1 (4-2 pen.) | L'Etoile de Morne-à-l'Eau |
| 1984      | L'Etoile de Morne-à-l'Eau             | 1-0            | Cygne Noir                |
| 1985      | L'Etoile de Morne-à-l'Eau             | 2-0            | Sport Port-Louis          |
| 1986      | Solidarité Scolaire                   | 1-0            | Sporting                  |
| 1987      | Siroco                                | 1-0            | L'Etoile de Morne-à-l'Eau |
| 1988      | US Baie-Mahault                       |                |                           |
| 1989      | Zénith                                |                |                           |
| 1991      | Racing Club                           |                |                           |
| 1992      | Solidarité Scolaire                   |                |                           |
| 1993      | Solidarité Scolaire                   |                |                           |
| 1994      | Arsenal                               |                |                           |
| 1999      | AJCS Terre-de-Haut                    | 1-0            | Juventus SA               |
| 2000      | AS Gosier                             | 3-3 (4-1 pen.) | Juventus SA               |
| 2001      | Racing Club                           | 2-2 (4-3 pen.) | Jeunesse (T.R.)           |
| 2002      | L'Etoile de Morne-à-l'Eau             | 2-1            | Solidarité Scolaire       |
| 2003      |                                       |                |                           |
| 2004      | Racing Club                           | 3-1            | AS Gosier                 |
| 2005      | Rapid Club                            | 3-1            | Fumerolles                |
| 2006      | Amical Club                           | 3-2 (t.e.)     | Solidarité Scolaire       |
| 2007      | La Gauloise                           | 2-0            | AS Dragon (Gosier)        |
| 2008      | CS Moulien                            | 1-0            | US Baie-Mahault           |
| 2009      | Racing Club                           | 1-0 (t.e.)     | Amical Club               |
| 2010      | CS Moulien                            | 2-0            | JS Vieux-Habitants        |
| 2011      | Red Star                              | 1-0            | Racing Club               |
| 2012      | USR                                   | 1-0            | JS Vieux-Habitants        |
| 2013      | CS Moulien                            | 2-0            | Solidarity Scolaire       |
| 2014      | CS Moulien                            | 3-2            | L'Étoile de Morne-à-l'Eau |
| 2015      | L'Étoile de Morne-à-l'Eau             | 2-0            | Cactus                    |
| 2016      | USC de Bananier                       | 1-1 (5-4 pen.) | USR                       |
| 2017      | CS Moulien                            | 1-0            | US Baie-Mahault           |

- 1- Abandonada con el marcador 1-0 a favor del Juventa
- 2- No se jugó la final